# Apolo de Piombino

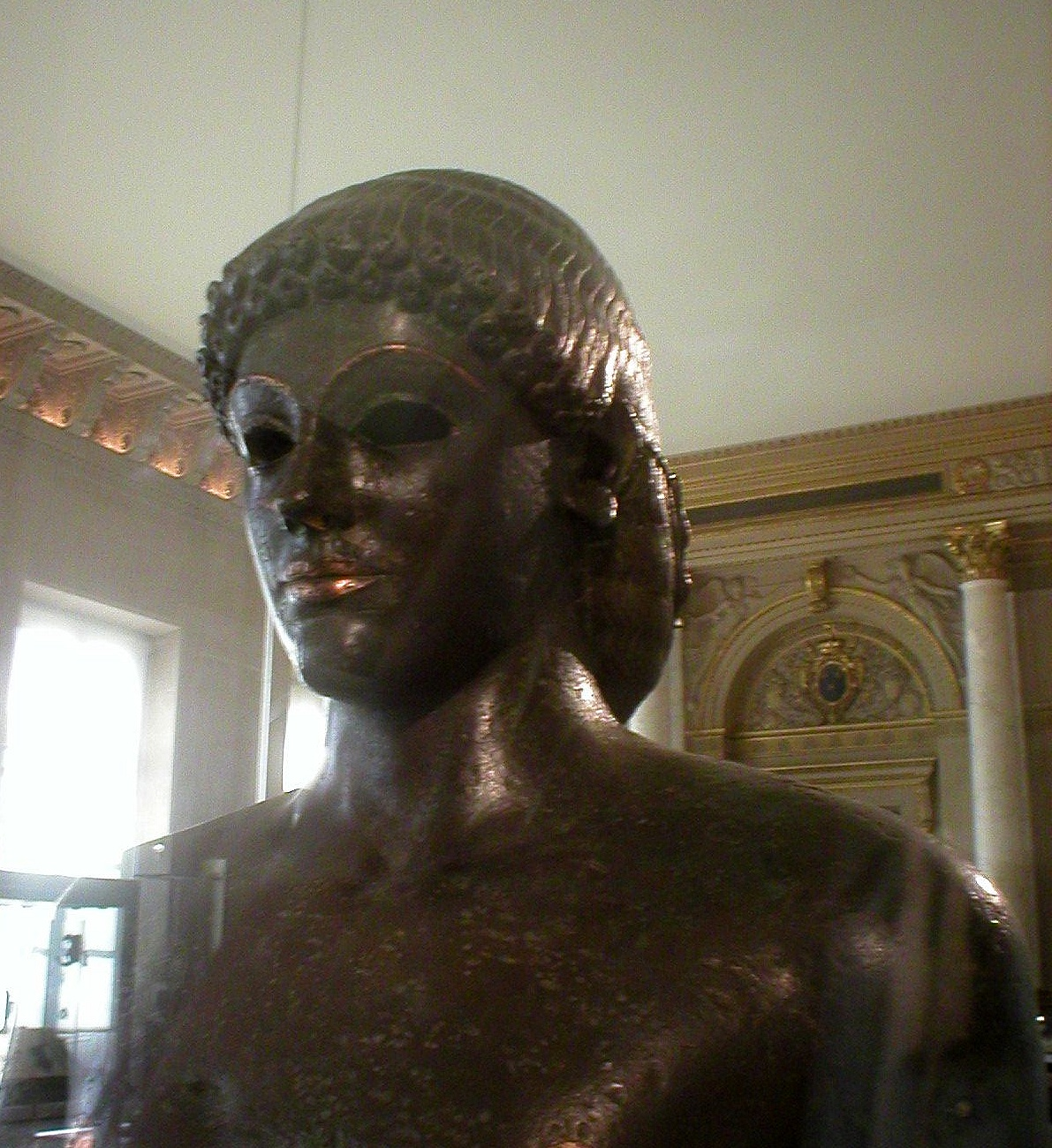
Detalle del rostro

El Apolo de Piombino, también llamado el Niño de Piombino, es una estatua de bronce griega en estilo arcaico tardío, de aproximadamente 1,15 m de altura, que representa al dios como un kuros o un joven, o puede ser un adorador que trae una ofrenda. El bronce tiene incrustaciones de cobre para los labios, las cejas y los pezones. Los ojos, que faltan, eran de otro material, tal vez hueso o marfil.
Fue encontrado en el año 1832 en la localidad italiana de Piombino (en la antigua región de Etruria), en el puerto frente al punto suroeste, y fue comprado para el Museo del Louvre dos años después, en 1834. Su estilo arcaico llevó a estudiosos como Reinhard Lullies y Max Hirmer a fecharla en el siglo V a. C. y a ubicar su fábrica en Magna Grecia, el área de cultura helénica del sur de Italia. Kenneth Clark lo ilustró en The Nude (1956); Karl Schefold lo incluyó en Meisterwerke Griechischer Kunst (1960) y se podían encontrar moldes en las colecciones de estudios de universidades y museos; uno hecho por el Louvre fue devuelto a Piombino.
En su lugar, el arqueólogo italiano Brunilde Sismondo Ridgway demostró, en 1967, que no era simplemente una escultura arcaizante del siglo I a. C., del tipo diseñado para atraer a un romano con gustos refinados, sino como una falsificación romana, fabricada de manera consciente, con una inscripción con incrustaciones falsas de plata con letras arcaicas en la pierna izquierda. La inscripción dedica este Apolo a Atenea, lo que sería una anomalía.
Los dos escultores responsables de su creación no pudieron resistirse a escribir de manera secreta en el interior de la escultura una etiqueta de plomo con inscripciones de sus nombres, que se encontró en 1842. Uno de los autores era un tirio emigrado a Rodas. El sitio web del Museo del Louvre agregó que una obra comparable descubierta en 1977 en Pompeya, en la villa de Cayo Julio Polibio, corroboraba la hipótesis de un pastiche arcaizante, realizado para un cliente romano en el siglo I a. C. El estudio de la escultura griega antigua durante las últimas décadas se ha alejado de la práctica tradicional de identificar esculturas basadas en breves descripciones literarias e intentando reconocer la forma característica de algunos nombres famosos reflejada en reproducciones de su trabajo y variantes basadas en su estilo, para concentrarse en cambio en el mundo sociopolítico en el que se creó la escultura y otros criterios menos subjetivos.